# 고독이 몸부림칠 때
"고독이 몸부림칠 때"는 2004년에 개봉한 대한민국의 영화이다.

## 캐스팅
- 주현 : 배중달 역
- 박영규 : 배중범 역
- 송재호 : 이필국 역
- 양택조 : 홍찬경 역
- 김무생 : 조진봉 역
- 선우용여 : 송인주 역
- 진희경 : 순아 역
- 이주실 : 찬경 처 / 찬경 모 역
- 이세영 : 영희 역
- 홍정혜 : 철수 모 역
- 이재응 : 철수 역
- 이원기 : 대머리 게이 역
- 김승언 : 경찰 역
- 황재헌 : 택시기사 역
- 서원상 : 버스기사 역
- 이연규 : 중매쟁이 역
- 김재환 : 의사 역
- 김지영 : 간호사 역
- 김준배 : 선생님 역
- 성열석 : 방앗간 청년 역
- 김수경 : 맞선녀 역
- 이혜영 : 다방레지 역
- 공옥진 : 중달 모 역 (특별출연)